# Tux Typing
Tux Typing é um software livre de digitação criado especialmente para crianças. Apresenta vários tipos de jogos, em uma variedade de níveis de dificuldade. Foi projetado para ser divertido e educativo.
O programa é escrito na linguagem de programação C e está disponível nos repositórios de algumas distribuições Linux.

## Interface
Cada peixe possui uma letra ou uma palavra escrita nele. Quando o jogador pressiona a tecla correspondente, ou digita a palavra apropriada, o Tux se posicionará para comer o peixe, visando que a criança aprenda a digitar e a soletrar.